# Reformierte Kirche Belp

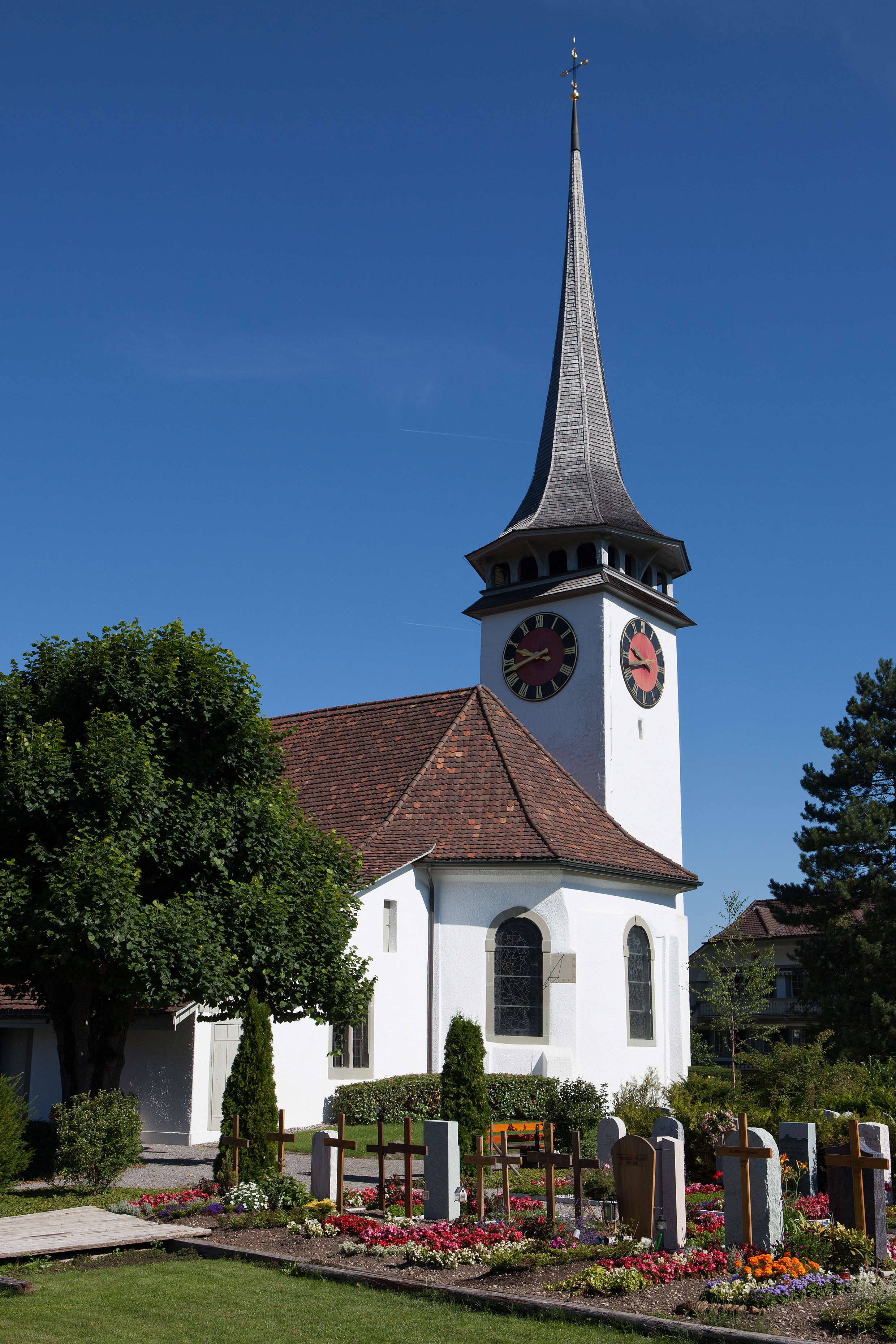
Kirche Belp (2011)

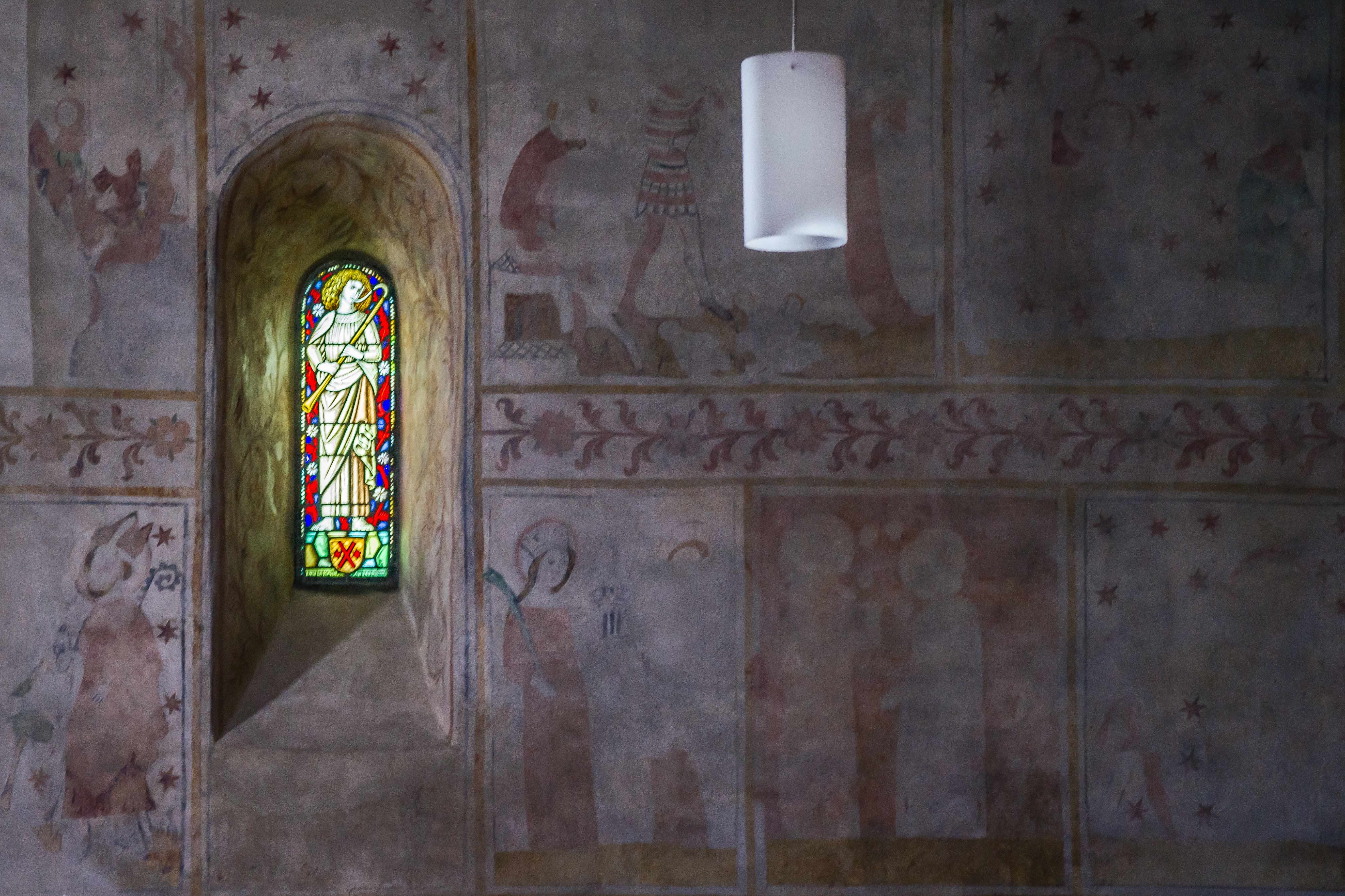
Romanische Fensteröffnung und spätmittelalterliche Wandmalereien an der Südwand (2013)

Die Kirche Belp ist die reformierte Kirche der Gemeinden Belp und Toffen im Kanton Bern, Schweiz.

## Geschichte
Die Kirche Belp erscheint erstmals 1228 in einem Kartular des Domkapitels von Lausanne, sie war den Aposteln Petrus und Paulus geweiht. Clara von Waldberg, Witwe des verschuldeten Ulrich von Belp-Montenach, musste den Kirchensatz 1334 ans Kloster Interlaken verkaufen. Nach der Visitation von 1453 wies die Kirche drei Altäre auf. Mit der Reformation kam das Kirchspiel Belp, zu dem die Dörfer Belp, Belpberg, Englisberg (bis 1699), Ober- und Niedermuhlern (bis 1699), Toffen und Zimmerwald (bis 1699) gehörten, an die Stadt Bern.